# Constante (Perú)
Constante es un centro poblado peruano ubicado en el distrito de Sechura, perteneciente a la provincia homónima del departamento de Piura, al norte del Perú. En el 2017 tenía una población de 272 habitantes.